# Dutch Open 1956
Die Dutch Open 1956 im Badminton fanden vom 7. bis zum 8. Januar 1956 im Krelagehuis in Haarlem statt.

## Finalergebnisse
| Disziplin    | Sieger                            | Finalist                       | Ergebnis          |
| ------------ | --------------------------------- | ------------------------------ | ----------------- |
| Herreneinzel | Ferry Sonneville                  | Hugh Findlay                   | 15-3, 15-6        |
| Dameneinzel  | Agnete Friis                      | Barbara Carpenter              | 9-11, 11-1,11-2   |
| Herrendoppel | Henning Becker-Hansen Hans Jensen | John Timperley Hugh Findlay    | 15-11, 15-2       |
| Damendoppel  | June Timperley Barbara Carpenter  | Agnete Friis Annelise Petersen | 15-9, 15-4        |
| Mixed        | John Timperley June Timperley     | Hans Jensen Annelise Petersen  | 17-18, 15-1, 15-8 |

## Referenzen
- http://www.hetutrechtsarchief.nl/collectie/kranten/un/1956/0109
- Haarlem’s Dagblad, 4. Oktober 1955, S. 11